# Wybory w 2022
Wybory w 2022 – lista wyborów i referendów na szczeblu krajowym, które zaplanowane zostały na 2022 rok w suwerennych państwach (de iure bądź de facto) i ich terytoriach zależnych.
| Data            | Kraj                              | Kontynent           | Wybory                                                                            | Dodatkowe informacje | Źródło        |
| --------------- | --------------------------------- | ------------------- | --------------------------------------------------------------------------------- | --- | ------------- |
| 16 stycznia     | Serbia                            | Europa              | Referendum konstytucyjne w Serbii w 2022 roku                                     | 60,33% głosujących opowiedziało się za poprawkami konstytucyjnymi dotyczącymi funkcjonowania sądownictwa                              | [ 1 ]         |
| 19 stycznia     | Barbados                          | Ameryka Północna    | Wybory parlamentarne na Barbadosie w 2022 roku                                    | Zwycięstwo Partii Pracy Barbadosu (BLP)                                                                                               | [ 2 ]         |
| 24–29 stycznia  | Włochy                            | Europa              | Wybory prezydenckie we Włoszech w 2022 roku                                       | Wygrana Sergio Mattarelli | [ 3 ] [ 2 ]   |
| 26 stycznia     | Nepal                             | Azja                | Wybory parlamentarne do Zgromadzenia Narodowego w Nepalu w 2022 roku              | Zwycięstwo Komunistycznej Partii Nepalu                                                                                               | [ 4 ]         |
| 30 stycznia     | Portugalia                        | Europa              | Wybory parlamentarne w Portugalii w 2022 roku                                     | Zwycięstwo Partii Socjalistycznej (PS)                                                                                                | [ 5 ] [ 6 ]   |
| 6 lutego        | Kostaryka                         | Ameryka Środkowa    | Wybory powszechne w Kostaryce w 2022 roku (I tura)                                | Wygrana Partii Wyzwolenia Narodowego Wybory nierozstrzygnięte; do drugiej tury przechodzą José María Figueres i Rodrigo Chaves Robles | [ 7 ] [ 8 ]   |
| 13 lutego       | Niemcy                            | Europa              | Wybory prezydenckie w Niemczech w 2022 roku                                       | Wygrana Franka-Waltera Steinmeiera | [ 9 ] [ 10 ]  |
| 27 lutego       | Białoruś                          | Europa              | Referendum konstytucyjne na Białorusi w 2022 roku                                 | 86,64% głosujących opowiedziało się za poprawkami konstytucyjnymi                                                                     | [ 11 ]        |
| 3 marca         | Armenia                           | Azja                | Wybory prezydenckie w Armenii w 2022 roku                                         | Wygrana Wahagna Chaczaturiana | [ 12 ]        |
| 9 marca         | Korea Południowa                  | Azja                | Wybory prezydenckie w Korei Południowej w 2022 roku                               | Wygrana Yoon Suk-yeola | [ 13 ]        |
| 10 marca        | Węgry                             | Europa              | Wybory prezydenckie na Węgrzech w 2022 roku                                       | Wygrana Katalin Novák | [ 14 ]        |
| 12 marca        | Abchazja                          | Azja                | Wybory parlamentarne w Abchazji w 2022 roku                                       | Większość mandatów zdobyli politycy bezpartyjni                                                                                       | [ 15 ]        |
| 12 marca        | Turkmenistan                      | Azja                | Wybory prezydenckie w Turkmenistanie w 2022 roku                                  | Wygrana Serdara Berdimuhamedowa | [ 16 ] [ 17 ] |
| 13 marca        | Kolumbia                          | Ameryka Południowa  | Wybory parlamentarne w Kolumbii w 2022 roku                                       | Zwycięstwo Pacto Histórico por Colombia                                                                                               |               |
| 19 marca        | Timor Wschodni                    | Azja                | Wybory prezydenckie w Timorze Wschodnim w 2022 roku (I tura)                      | Wybory nierozstrzygnięte; do drugiej tury przechodzą José Ramos-Horta i Francisco Guterres                                            |               |
| 27 marca        | Hongkong                          | Azja                | Wybory szefa administracji w Hongkongu w 2022 roku                                | Wygrana John Lee Ka-chiu | [ 18 ]        |
| 3 kwietnia      | Kostaryka                         | Ameryka Środkowa    | Wybory powszechne w Kostaryce w 2022 roku (II tura)                               | Wygrana Rodrigo Chavesa Roblesa | [ 19 ]        |
| 3 kwietnia      | Serbia                            | Europa              | Wybory parlamentarne i prezydenckie w Serbii w 2022 roku                          | Zwycięstwo Serbskiej Partii Postępowej Wygrana Aleksandara Vučića                                                                     | [ 20 ]        |
| 3 kwietnia      | Węgry                             | Europa              | Wybory parlamentarne na Węgrzech w 2022 roku i Referendum na Węgrzech w 2022 roku | Zwycięstwo Fideszu | [ 21 ]        |
| 9 kwietnia      | Gambia                            | Afryka              | Wybory parlamentarne w Gambii w 2022 roku                                         | Zwycięstwo Narodowej Partii Ludowej                                                                                                   |               |
| 10 kwietnia     | Francja                           | Europa              | Wybory prezydenckie we Francji w 2022 roku (I tura)                               | Wybory nierozstrzygnięte; do drugiej tury przechodzą Emmanuel Macron i Marine Le Pen                                                  | [ 22 ]        |
| 19 kwietnia     | Timor Wschodni                    | Azja                | Wybory prezydenckie w Timorze Wschodnim w 2022 roku (II tura)                     | Wygrana José Ramosa-Horty |               |
| 24 kwietnia     | Francja                           | Europa              | Wybory prezydenckie we Francji w 2022 roku (II tura)                              | Wygrana Emmanuela Macrona | [ 23 ]        |
| 24 kwietnia     | Słowenia                          | Europa              | Wybory parlamentarne w Słowenii w 2022 roku                                       | Zwycięstwo Ruchu Wolności | [ 24 ]        |
| 9 maja          | Filipiny                          | Azja                | Wybory powszechne na Filipinach w 2022 roku                                       | Zwycięstwo PDP–Laban Wygrana Bongbonga Marcosa                                                                                        |               |
| 15 maja         | Liban                             | Azja                | Wybory parlamentarne w Libanie w 2022 roku                                        | Zwycięstwo Hezbollahu |               |
| 15 maja         | Somalia                           | Afryka              | Wybory prezydenckie w Somalii w 2022 roku                                         | Wygrana Hassana Sheikha Mohamuda | [ 25 ]        |
| 21 maja         | Australia                         | Australia i Oceania | Wybory parlamentarne w Australii w 2022 roku                                      | Zwycięstwo Australijskiej Partii Pracy                                                                                                |               |
| 29 maja         | Kolumbia                          | Ameryka Południowa  | Wybory prezydenckie w Kolumbii w 2022 roku                                        | Wygrana Gustavo Petro |               |
| 11–24 czerwca   | Papua-Nowa Gwinea                 | Australia i Oceania | Wybory parlamentarne w Papui-Nowej Gwinei w 2022 roku                             | Zwycięstwo Pangu Pati |               |
| 12 czerwca      | Francja                           | Europa              | Wybory parlamentarne we Francji w 2022 roku                                       | Zwycięstwo koalicji Ensemble | [ 26 ]        |
| 10 lipca        | Kongo                             | Afryka              | Wybory parlamentarne w Kongo w 2022 roku                                          | Zwycięstwo Kongijskiej Partii Pracy                                                                                                   |               |
| 25 lipca        | Japonia                           | Azja                | Wybory do Izby Radców w 2022 roku                                                 | Zwycięstwo Partii Liberalno-Demokratycznej                                                                                            |               |
| 25 lipca        | Tunezja                           | Afryka              | Referendum konstytucyjne w Tunezji w 2022 roku                                    | 94,60% głosujących opowiedziało się za nowym projektem konstytucji                                                                    |               |
| 31 lipca        | Senegal                           | Afryka              | Wybory parlamentarne w Senegalu w 2022 roku                                       | Zwycięstwo koalicji Zjednoczeni w nadziei                                                                                             |               |
| 9 sierpnia      | Kenia                             | Afryka              | Wybory powszechne w Kenii w 2022 roku                                             | Zwycięstwo koalicji Kenya Kwanza Wygrana Williama Ruto                                                                                |               |
| 24 sierpnia     | Angola                            | Afryka              | Wybory powszechne w Angolii w 2022 roku                                           | Zwycięstwo Ludowego Ruchu Wyzwolenia Angoli – Partii Pracy Wygrana João Lourenço                                                      |               |
| 11 września     | Szwecja                           | Europa              | Wybory parlamentarne w Szwecji w 2022 roku                                        | Zwycięstwo koalicji M-KD-L | [ 27 ]        |
| 24 września     | Nauru                             | Australia i Oceania | Wybory parlamentarne na Nauru w 2022 roku                                         | Wygrana Russa Kuna |               |
| 25 września     | Wyspy Świętego Tomasza i Książęca | Afryka              | Wybory parlamentarne na Wyspach Świętego Tomasza i Książęca w 2022 roku           | Zwycięstwo Niezależnej Akcji Demokratycznej                                                                                           |               |
| 1 października  | Łotwa                             | Europa              | Wybory parlamentarne na Łotwie w 2022 roku                                        | Zwycięstwo Nowej Jedności |               |
| 2 października  | Bośnia i Hercegowina              | Europa              | Wybory powszechne w Bośni i Hercegowinie w 2022 roku                              | Zwycięstwo Partii Akcji Demokratycznej Wygrana Šefika Džaferovicia, Željko Komšicia i Željki Cvijanović                               |               |
| 2 października  | Brazylia                          | Ameryka Południowa  | Wybory prezydenckie w Brazylii w 2022 roku (I tura)                               | Wybory nierozstrzygnięte; do drugiej tury przechodzą Luiz Inácio Lula da Silva i Jair Bolsonaro                                       | [ 28 ]        |
| 2 października  | Bułgaria                          | Europa              | Wybory parlamentarne w Bułgarii w 2022 roku (I tura)                              | Zwycięstwo koalicji GERB-Związek Sił Demokratycznych                                                                                  | [ 29 ]        |
| 7 października  | Lesotho                           | Afryka              | Wybory powszechne w Lesotho w 2022 roku                                           | Zwycięstwo Rewolucji dla dobrobytu |               |
| 9 października  | Austria                           | Europa              | Wybory prezydenckie w Austrii w 2022 roku                                         | Wygrana Alexandera Van der Bellena | [ 30 ]        |
| 13 października | Vanuatu                           | Australia i Oceania | Wybory parlamentarne na Vanuatu w 2022 roku                                       | Zwycięstwo koalicji UMP-RMC-LPV-GJP-NUP-PPP-VNDP-LM                                                                                   |               |
| 23 października | Słowenia                          | Europa              | Wybory prezydenckie w Słowenii w 2022 roku (I tura)                               | Wybory nierozstrzygnięte; do drugiej tury przechodzą Anže Logar i Nataša Pirc Musar                                                   | [ 31 ]        |
| 30 października | Brazylia                          | Ameryka Południowa  | Wybory prezydenckie w Brazylii w 2022 roku (II tura)                              | Wygrana Luiza Inácio Lula da Silvy | [ 32 ]        |
| 1 listopada     | Izrael                            | Azja                | Wybory parlamentarne w Izraelu w 2022 roku                                        | Zwycięstwo Likudu | [ 33 ]        |
| 1 listopada     | Dania                             | Europa              | Wybory parlamentarne w Danii w 2022 roku                                          | Zwycięstwo Socialdemokraterne |               |
| 8 listopada     | Stany Zjednoczone                 | Ameryka Północna    | Wybory do Kongresu Stanów Zjednoczonych w 2022 roku                               | Zwycięstwo Partii Republikańskiej w Izbie Reprezentantów Zwycięstwo Partii Demokratycznej w Senacie                                   |               |
| 13 listopada    | Słowenia                          | Europa              | Wybory prezydenckie w Słowenii w 2022 roku (II tura)                              | Wygrana Nataszy Pirc Musar | [ 34 ]        |
| 20 listopada    | Angola                            | Afryka              | Wybory powszechne w Gwinei Równikowej w 2022 roku                                 | Zwycięstwo Partii Demokratycznej Gwinei Równikowej Wygrana Teodoro Obianga Nguemy Mbasogo                                             |               |
| 14 grudnia      | Fidżi                             | Australia i Oceania | Wybory parlamentarne na Fidżi w 2022 roku                                         | Zwycięstwo koalicji PAP-NFP-SODELPA                                                                                                   |               |
| 17 grudnia      | Tunezja                           | Afryka              | Wybory parlamentarne w Tunezji w 2022 roku                                        | Zwycięstwo Ruchu 25 lipca |               |